# Sermitsiaq
Sermitsiaq je hora v Grónsku, vysoká 1210 metrů. Leží na stejnojmenném ostrově v zálivu Nuup Kangerlua, který je vzdálen 15 km od grónského hlavního města Nuuku. Hora je charakteristickou dominantou Nuuku a je také vyobrazena v městském znaku. 
Domorodý název znamená „věčný led“, v dánštině se hora nazývá Sadlen (sedlo), podle jejího tvaru. Na nejvyšším z vrcholů je umístěn mužík. K výstupu na horu se doporučuje období od června do srpna. Ze severní stěny stéká vodopád.
Podle hory je pojmenován týdeník Sermitsiaq, vycházející v jazyce kalaallisut.